# Нандигна, Мария Адиату Джалу
Мария Адиату Джалу Нандигна (порт. Adiato Djaló Nandigna; род. 6 ноября 1958, Португальская Гвинея) — африканский политический и государственный деятель. Исполняющая обязанности премьер-министра Гвинеи-Бисау с 10 февраля по 12 апреля 2012 года.
Член Африканской партии независимости Гвинеи и Кабо-Верде. В 2008 году занимала пост министра культуры, молодежи и спорта в правительстве Гвинеи-Бисау. Министр иностранных дел Гвинеи-Бисау (2009).
Первая женщина Гвинеи-Бисау, занявшая этот пост, а также первая и. о. премьер-министра, назначенная её предшественником Карлушем Жуниором Гомишем (поскольку исполняющий обязанности президента не может назначать премьер-министра). Она также занимала должность официального представителя правительства и была свергнута в результате государственного переворота, как и временный президент Раймунду Перейра и другие члены её правительства.
Нандигна была арестована 21 ноября 2013 года службами разведки и безопасности Гвинеи-Бисау, что подверглось критике со стороны Лиги прав человека Гвинеи.
Став советником президента  Жозе Мариу Ваша, в 2015 году была назначена на пост министра обороны Гвинеи-Бисау. Министр рыболовства (2019—2020).